# President de Laos
El president és el Cap d'Estat de Laos. El càrrec va ser creat el 1975, any en què el Pathet Lao va assumir el poder i va abolir la monarquia. Un exmembre de la família real, el príncep Souphanouvong, va ser el primer president del país. Actualment, des del 20 d'abril de 2016, el president és Bounnhang Vorachith.

## Presidents de Laos
| # | Nom (Naixement–mort) | Nom (Naixement–mort)                      | Mandat                 | Mandat                 | Partit                   |
| # | Nom (Naixement–mort) | Nom (Naixement–mort)                      | Inici                  | Fi                     | Partit                   |
| - | -------------------- | ----------------------------------------- | ---------------------- | ---------------------- | ------------------------ |
| 1 |                      | Souphanouvong (1909–1995)                 | 2 de desembre de 1975  | 15 d'agost de 1991     | Phak Pasason Pativat Lao |
| — |                      | Phoumi Vongvichit (1909–1994) provisional | 31 d'octubre de 1986   | 15 d'agost de 1991     | Phak Pasason Pativat Lao |
| 2 |                      | Kaysone Phomvihane (1920–1992)            | 15 d'agost de 1991     | 21 de novembre de 1992 | Phak Pasason Pativat Lao |
| 3 |                      | Nouhak Phoumsavanh (1910–2008)            | 25 de novembre de 1992 | 24 de febrer de 1998   | Phak Pasason Pativat Lao |
| 4 |                      | Khamtai Siphandon (1924–)                 | 24 de febrer de 1998   | 8 de juny de 2006      | Phak Pasason Pativat Lao |
| 5 |                      | Choummaly Sayasone (1936–)                | 8 de juny de 2006      | 20 d'abril de 2016     | Phak Pasason Pativat Lao |
| 6 |                      | Bounnhang Vorachith (1937–)               | 20 d'abril de 2016     | 22 de març de 2021     | Phak Pasason Pativat Lao |
| 7 |                      | Thongloun Sisoulith (1945–)               | 22 de març de 2021     | actualitat             | Phak Pasason Pativat Lao |